# Louis-Philippe Crépin

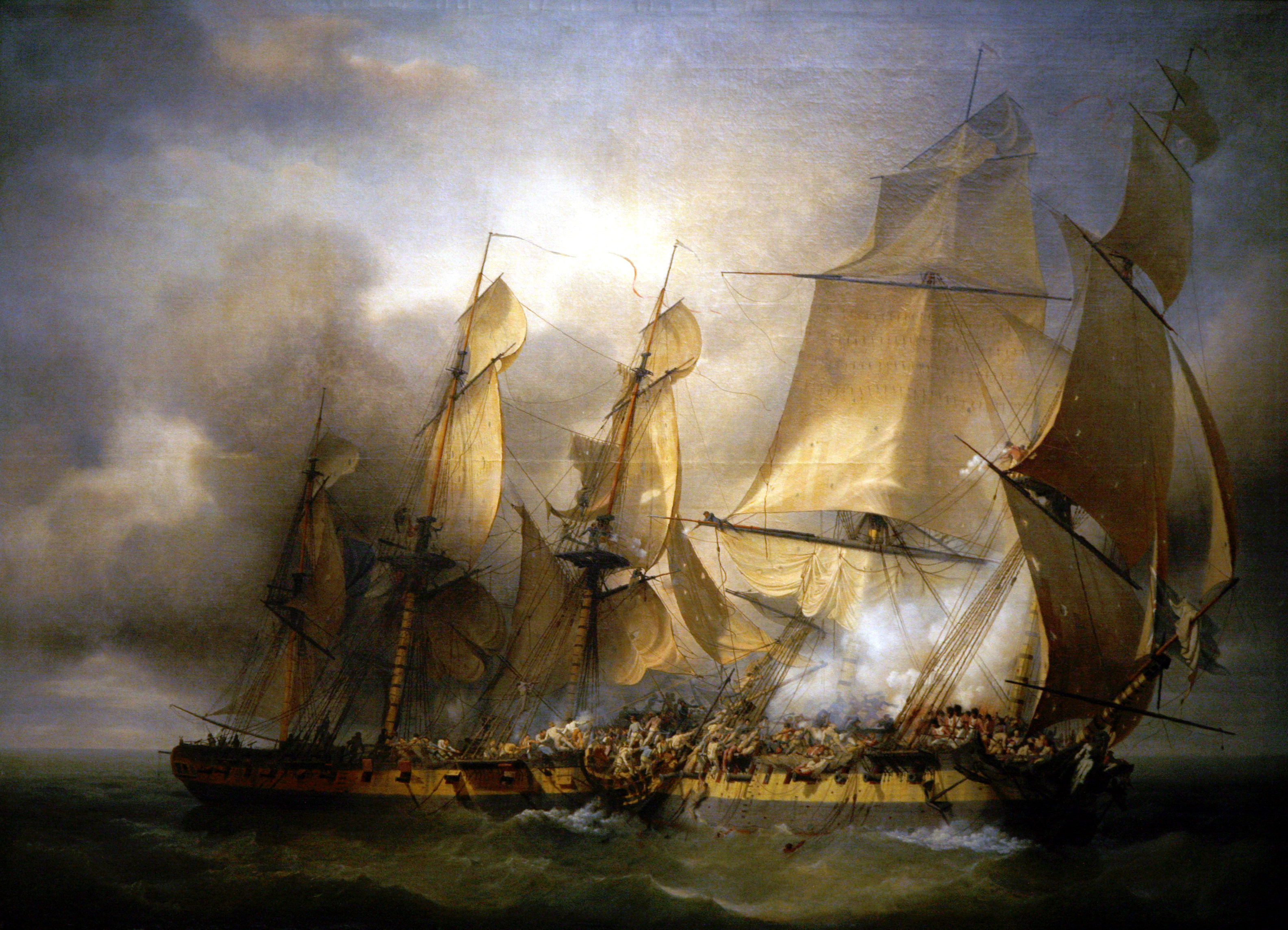
Combat de la frégate française La Bayonnaise contre la frégate anglaise l'Embuscade 14 décembre 1798

Louis-Philippe Crépin (n. 23 decembrie 1772, Paris, Regatul Franței – d. 26 noiembrie 1851, Paris, Franța) a fost un pictor de scene maritime francez. Împreună cu Théodore Gudin⁠(d), a fost numit unul dintre primii doi Peintres de la Marine⁠(d) din Franța în 1830.

## Biografie
A studiat pictura marină cu Joseph Vernet și peisajele cu Hubert Robert⁠(d). Înainte de aceasta, a fost marinar, având patru ani de experiență ca timonier și gabier. A avut prima sa expoziție la Paris⁠(d) în 1796 cu „La sortie du port de Brest”. El va ține expoziții acolo intermitențe până în 1835.
Încă din 1817, a primit o scrisoare de la „Ministre de la Marine et des Colonies”, Laurent de Gouvion Saint-Cyr, prin care i se încredința, pe o perioadă de douăzeci de ani, sarcina de a crea picturi marine pentru guvern, în special pentru Ministère de la Marine, unde și-a înființat un atelier. Acest lucru a fost, totuși, temperat de o dezamăgire; postul de pictor al amiralului Franței (Louis Antoine, Duce de Angoulême) i-a revenit lui Louis Garneray⁠(d).
La vârsta de cincizeci și opt de ani, în parte datorită unui pic de autopromovare, a fost numit unul dintre primii doi pictori de marină oficiali ai guvernului francez. În același an, împreună cu pictorii mult mai tineri Eugène Isabey și Léon Morel-Fatio⁠(d), a luat parte la Invazia Algerului. Noua sa poziție a devenit în cele din urmă oarecum ceremonială, deoarece a încetat să mai expună în 1836.
Cea mai cunoscută pictură a sa este „Combat de la frégate française La Bayonnaise contre la frégate anglaise l'Embuscade 14 décembre 1798”, care a fost comandată de Napoleon pentru a fi expusă la Tuileries. A fost prezentată la Salonul din 1801. Până în 1834, a fost expusă în fosta reședință a împărătesei la Castelul Saint-Cloud, apoi a fost transferată la Versailles de regele Ludovic-Filip I. Din 1935, se află la Musée national de la Marine⁠(d). De asemenea, a fost unul dintre cei paisprezece artiști care au contribuit la Episodes maritimes, alături de Garneray, Gudin, Isabey, Biard și alții, care au fost în mare măsură uitați.